# 馬可斯·尼麥特
馬可斯·尼麥特（德語：Max Riemelt，1984年1月7日—）是一名德國男演員。因在Netflix系列《超感8人組》中扮演Wolfgang Bogdanow而聞名國際。 在德國，他以表演和導演而聞名的電視和電影界多年。

## 生涯

### 職業生涯
尼麥特的職業生涯始於13歲，在德國從事電視節目Eine Familie zumKüssen和PraxisBülowbogen的演出。次年，裡默爾特（Riemelt）在ZDF聖誕系列Zwei Allein（導演：Matthias Steurer）：Waisenkind“ Max Loser”中扮演了他的第一個主角。在漢堡二人組“ R＆B”的主打歌“ Two of a Kind”的影片中，Riemelt客串演出。
他主演了丹尼斯·甘瑟爾（Dennis Gansel）的所有故事片，從Mädchen，Mädchen開始。 2013年，他與漢諾·科夫勒（Hanno Koffler）共同出演了電影《警校禁戀》（Free Fall），在其中扮演受訓警察凱·恩格爾（Kay Engel） 。這部電影描述了一個同性戀愛情故事，並跟《斷背山》進行了討論。
從2015年到2018年，他出演了華卓斯基姐妹的Netflix系列Sense8，扮演德國鎖匠Wolfgang Bogdanow 第一季收到評論家的正面評價。
2017年他與澳大利亞女演員泰瑞莎·帕瑪（Teresa Palmer）一起出演心理驚悚片顫慄柏林（Berlin Syndrome），該片於2017年在聖丹斯電影節上首映。 儘管這部電影獲得了好壞參半的評價，但帕爾默和他的表演都獲得了好評。
2020年，他加入了《駭客任務4》的演員陣容。

### 個人生活
尼麥特有一個女兒及狗。

## 獎項
- 2004: 納波拉（Karlovy Vary國際電影節）最佳男主角[7]
- 2006:最佳青年演員（巴伐利亞電影獎）

## 資料參考

### 腳註
1. ↑  . Tumblr.   [31 October 2015]. （原始内容存档于4 November 2015）. （页面存档备份，存于）
2. 1 2  Ashraf, Toby. . Indie Wire. 4 March 2014  [14 September 2018]. （原始内容存档于2020-11-01）. （页面存档备份，存于）
3. 1 2  Stolworthy, Jacob. . The Independent. 4 May 2017  [14 September 2018]. （原始内容存档于2020-11-27）. （页面存档备份，存于）
4. ↑  Wixson, Heather. . Daily Dead. 24 January 2017  [14 September 2018]. （原始内容存档于2020-06-22）. （页面存档备份，存于）
5. ↑  
《駭客任務4》新增6個角色！《超感8人組》沃夫關確定加入 （页面存档备份，存于） ETTODAY 2020.1.9
6. ↑  . 1 May 2017  [14 September 2018]. （原始内容存档于2020-07-29） –YouTube. （页面存档备份，存于）
7. ↑  . kviff.com.   [28 April 2014]. （原始内容存档于2014-04-29）. （页面存档备份，存于）

### 外部連結
- Radish, Christina. . Collider. 5 May 2017  [2020-06-20]. （原始内容存档于2017-05-08）. （页面存档备份，存于）
- Meza, Ed. . Variety. 11 May 2016  [2020-06-20]. （原始内容存档于2020-06-24）. （页面存档备份，存于）

- maxriemelt.com （页面存档备份，存于）  – Official Website
- 馬可斯·尼麥特在互联网电影资料库（IMDb）上的資料（英文）
- 馬可斯·尼麥特在爛番茄上的頁面（英文）